# Due Santi
Due Santi är en frazione i kommunen Marino inom storstadsregionen Rom i regionen Lazio i Italien. 
I Due Santi finns två Madonnaädikulor: 
- Edicola della Madonna di Fatima, vid korsningen Via dei Ceraseti / Via Appia Nuova (41°45′19″N 12°37′44″Ö / 41.755408°N 12.628763°Ö)
- Edicola dell'Immacolata Concezione di Lourdes, vid korsningen Via dei Lombardi / Via dei Ceraseti (41°44′57″N 12°37′27″Ö / 41.749265°N 12.624108°Ö)